# August Ames
August Ames (Antigonish, Új-Skócia, 1994. augusztus 23. – Camarillo, Kalifornia, 2017. december 5.) kanadai pornószínésznő és modell.
August Ames, születési nevén Mercedes Grabowski Új-Skóciában született, apja és anyja is a katonaságnál szolgált. A biszexuális Ames 19 évesen kezdte meg pornós pályafutását, közel 300 felnőttfilmben szerepelt (többek között Brazzers, Elegant Angel, Evil Angel, Girlfriends Films, Jules Jordan Video, New Sensations és Sweetheart Video szereplések), valamint volt egy nem-pornográf filmes szereplése is 2016-ban. 4 alkalommal jelölték AVN-díjra. 2016-ban házasságot kötött Kevin Moore pornófilmrendezővel. 2017 decemberében számos támadást kapott az interneten, miután arról írt, hogy nem akar olyan partnerrel együtt forgatni, aki korábban meleg-pornóban szerepelt, arra hivatkozva, hogy így nagyobb eséllyel fertőződhet meg a HIV-vírussal. A kijelentés után viszont sokan homofóbiával vádolták. Ismerősei szerint depresszióval is küzdött, ezt erősíthette fel a kijelentése okozta botrány, aminek hatására december 5-én felakasztotta magát.